# Liste der Bischöfe von Ossory
Die folgenden Personen waren Bischöfe von Ossory:
- Richard Ledred (Ledrede) OFM (Bischofsweihe 24. April 1317 – 1360)
- Thomas Peverel OCarm (1395–1398), dann Bischof von Llandaff, Wales
- Roger Appleby (1400–1404)
- John O’Hedian (1479–1487)
- Oliver Cantwell OP (1487–1526)
- Milo Baron Fitzgerald (1528–1551)
- John Balgus OCarm (1552–1563)
- John Tonory OSA (1554–1565)
- Thomas Strong (1582–1597) danach Weihbischof in Santiago de Compostela
- David Rothe (1618–1650)
- James O’Phelan (1669–1695)
- William D’Alton (Daton) (1696–1712)
- Malachy Dulany (1713–1731)
- Patrick O’Shea (Shee) (1731–1736)
- Colman O’Shaughnessy OP (1736–1748)
- James Bernard Dunne (1748–1758)
- Thomas Burke (de Burgo) OP (1759–1776)
- John Thomas Troy OP (1776–1786), danach Erzbischof von Dublin
- John Dunne (1787–1789)
- James Lanigan (1789–1812)
- Kyran Marum (1814–1827)
- Myles Murphy (1828), trat das Amt nicht an
- William Kinsella (1829–1845)
- Edward Walsh (1846–1872)
- Patrick Francis Moran (1872–1884), danach Erzbischof von Sydney
- Abraham Brownrigg SSS (1884–1928)
- Patrick Collier (1928–1964)
- Peter Birch (1964–1981)
- Laurence Forristal (1981–2007)
- Séamus Freeman SAC (2007–2016)
- Dermot Pius Farrell (2018–2020), danach Erzbischof von Dublin
- Niall Coll (seit 2022)